# Pseudoseisura
A Pseudoseisura a madarak (Aves) osztályának verébalakúak (Passeriformes) rendjébe és a fazekasmadár-félék (Furnariidae) családjába tartozó nem.

## Rendszerezésük
A nemet Heinrich Gottlieb Ludwig Reichenbach német botanikus és ornitológus írta le 1853-ban,  az alábbi 4 faj tartozik ide:
- Pseudoseisura unirufa
- vörhenyes kacsolat (Pseudoseisura cristata)
- Pseudoseisura lophotes
- fehértorkú kacsolat (Pseudoseisura gutturalis)

## Előfordulásuk
Dél-Amerika területén honosak. Természetes élőhelyeik szubtrópusi és trópusi erdők és cserjések.

## Megjelenésük
Testhosszuk 22–26 centiméter közötti.

## Életmódjuk
Főleg ízeltlábúakkal táplálkoznak.